# Absolutní výhoda
Absolutní výhoda představuje v ekonomii schopnost strany (jednotlivce, firmy či státu) produkovat více zboží či služeb za použití stejného množství zdrojů jako strana konkurenční. Jde tedy o schopnost produkovat zboží či služby efektivněji. To však automaticky neznamená větší tržní úspěšnost. Obchod může být ovlivněn i komparativními výhodami.
Poprvé popsal tento princip Adam Smith v rámci mezinárodního obchodu s užitím pouze pracovní síly jako vstupu.